# Gmina Brańszczyk
Gmina Brańszchot là một gmina nông thôn (khu hành chính) ở hạt Wyszków, Masovian Voivodeship, ở miền đông trung bộ của Ba Lan. Vị trí bầu cử của nó là làng Brańszchot, nằm cách Wyszków khoảng 11 kilômét (7 mi) về phía đông bắc của và cách thủ đô Warsaw 62 km (39 mi) về phía đông bắc.
Gmina có diện tích 167,61 kilômét vuông (64,7 dặm vuông Anh), và tính đến năm 2006, tổng dân số của nó là 8,408 người (năm 2013 là 8,28 người).

## Làng
Gmina Brańszczyk gồm các làng và các khu định cư Białebłoto-kobyla, Białebłoto-Kurza, Białebłoto-Nowa Wies, Białebłoto-Stara Wies, Brańszczyk, Budykierz, Dalekie-Tartak, Dudowizna, Knurowiec, Niemiry, Nowe Budy, Nowy Brańszczyk, Ojcowizna, Poręba Średnia, Poręba-Kocęby, Przyjmy, Stare Budy, Trzcianka, Tuchlin, Turzyn, Udrzyn và Udrzynek.

## Gmina lân cận
Gmina Brańszchot được bao bọc bởi các gminas Brok, Długosiodło, ochów, Małkinia Górna, Ostrów Mazowiecka, Rząśnik, Sadowne và Wyszków.